# Tanner Leissner
Tanner Paul Leissner (* 17. September 1995) ist ein US-amerikanischer Basketballspieler.

## Laufbahn
Der im texanischen San Antonio geborene Leissner spielte als Schüler Basketball an der Judson High School in der im Großraum San Antonio gelegenen Ortschaft Converse. Ab 2014 setzte er seine Laufbahn an der University of New Hampshire (erste NCAA-Division) fort und war in seinem Premierenjahr prompt Stammspieler, als er in der Saison 2014/15 bei 28 Einsätzen 27 Mal in der Anfangsaufstellung berücksichtigt war und rund 32 Minuten Spielzeit pro Partie erhielte. Mit einem Durchschnitt von 12,8 Punkten je Begegnung war Leissner als Neuling prompt bester Korbschütze seiner Mannschaft.
In den folgenden Jahren steigerte er seine Punktausbeute stetig, seine Bestmarke in dieser Hinsicht erreichte er in seinem Abschlussspieljahr 2017/18, als er im Mittel 18,7 Punkte pro Partie erzielte. Leissner schloss seine Zeit an der University of New Hampshire mit eindrucksvollen Zahlen ab: Innerhalb von vier Jahren bestritt er 121 Spiele und gehörte dabei in 119 Begegnungen zur „ersten Fünf“, er verbuchte im Schnitt 16,2 Punkte als Collegespieler, traf 107 Dreipunktwürfe (bei 339 Versuchen) und holte zudem 7,1 Rebounds je Partie. Als er die Hochschule am Ende der Saison 2017/18 verließ, stand Leissner in mehreren Kategorien der „ewigen Bestenliste“ der Mannschaft auf dem ersten Platz: Und zwar unter anderem bei den erzielten Punkten (1872), bei den absolvierten Spielminuten (3909) und bei den erzielten Freiwürfen (510). Mit seinen insgesamt 841 Rebounds setzte er sich in den Bestenliste auf den dritten Rang.
Seinen ersten Vertrag als Berufsbasketballspieler unterzeichnete Leissner im September 2018 beim deutschen Zweitligisten Ehingen/Urspring. Mit einem Schnitt von 16,3 Punkten je Begegnung war er im Spieljahr 2018/19 bester Ehinger Korbschütze. Seine guten Leistungen in der zweiten Liga brachten ihm einen Vertrag beim Bundesligisten MHP Riesen Ludwigsburg, den er während der Sommerpause 2019 abschloss.
Ende Juli 2020 wurde er vom türkischen Erstligisten Afyon Basketbol unter Vertrag genommen. In 27 Ligaspielen brachte es der US-Amerikaner in der türkischen Liga auf durchschnittlich 11,9 Punkte. Er wechselte 2021 zu BC Rytas nach Litauen. Mit der Mannschaft wurde Leissner 2022 litauischer Meister, er erzielte im Verlauf des Meisterspieljahres im Schnitt 8,3 Punkte und 3,8 Rebounds je Begegnung. In der Sommerpause 2022 holte ihn der deutsche Bundesligist EWE Baskets Oldenburg in sein Aufgebot.
Palencia Baloncesto aus der spanischen Liga ACB nahm den US-Amerikaner in Folge seines Spieljahres in Oldenburg unter Vertrag. 2024 wechselte er zu den Akita Northern Happinets nach Japan.